# Skopelos
Skopelos (gr. Σκόπελος) – egejska wyspa w Grecji, należąca do archipelagu Sporad Północnych. Administracyjnie wchodzi w skład gminy Skopelos, w jednostce regionalnej Sporady, w regionie Tesalia, w administracji zdecentralizowanej Tesalia-Grecja Środkowa. W 2011 roku liczyła 4960 mieszkańców.